# Subscrancia
Subscrancia är ett släkte av fjärilar. Subscrancia ingår i familjen tandspinnare.
Kladogram enligt Catalogue of Life:
| Subscrancia | \| \| Subscrancia albobrunnea \| \| \| \| \| \| Subscrancia nigra \| \| \| \| |
|             | \| \| Subscrancia albobrunnea \| \| \| \| \| \| Subscrancia nigra \| \| \| \| |
|             | Subscrancia albobrunnea                                                       |
|             |                                                                               |
|             | Subscrancia nigra                                                             |
|             |                                                                               |